# David Currie (Fußballspieler)
David Norman Currie (* 27. November 1962 in Stockton-on-Tees) ist ein ehemaliger englischer Fußballspieler.

## Sportlicher Werdegang
Currie rückte als Teenager Anfang 1982 in die Profimannschaft des FC Middlesbrough auf. Der mit finanziellen Problemen kämpfende Klub stand in der First Division im Abstiegskampf, nach dem Rücktritt von Präsident und Mäzen Charles Amer mussten Trainer Bobby Murdoch und dessen Nachfolger vermehrt auf Jugendspieler setzen. Nach dem Abstieg am Ende der Spielzeit 1981/82 stand Currie mit der Mannschaft in der Folge auch in der Second Division regelmäßig im Abstiegskampf. In der Spielzeit 1985/86 belegte der Stürmer mit dem Klub nur den 21. Tabellenplatz. 
Statt für den FC Middlesbrough in der Third Division auf Torejagd zu gehen, entschloss sich Currie zum Wechsel zu dessen Ligakonkurrent FC Darlington. Dort war Cyril Knowles Trainer, der unter Murdoch und dessen Nachfolger Malcolm Allison Anfang der 1980er Jahre Kotrainer beim FC Middlesbrough gewesen war, und verpflichtete ihn als Nachfolger des nach Belgien gewechselten Carl Airey. Mit dem Klub stieg er am Ende der Drittligasaison 1986/87 in die Fourth Division ab, von wo er aufgrund seiner guten Leistungen im Frühjahr 1988 − bis dato hatte er 21 Saisontore in 31 Spielen erzielt − zum Zweitdivisionär FC Barnsley verpflichtet wurde. Am Ende der Zweitligasaison 1987/88 wurde er mit 28 Treffern Torschützenkönig.
Anfang 1990 wechselte Currie zu Nottingham Forest in die First Division, wo er sich aber mit Brian Clough überwarf: Nachdem er zu spät zum Training kommend auf dessen Parkplatz sein Auto abgestellt hatte, wurde er aussortiert. Beim Gewinn des League Cup 1989/90 kam er entsprechend im Finalspiel gegen den Zweitligisten Oldham Athletic nicht zum Einsatz. Im Sommer schloss er sich dem Finalgegner an, konnte sich jedoch während der mit Zweitligameisterschaft erfolgreich verlaufenden Spielzeit 1990/91 nicht dauerhaft in der von Joe Royle trainierten Mannschaft als Stammspieler etablieren und kehrte im August 1991 zum FC Barnsley zurück. Auch beim Zweitligisten konnte er jedoch nicht an alte Zeiten anknüpfen, zeitweise wurde er daher an die Drittligisten Rotherham United und Huddersfield Town verliehen.
Im Sommer 1994 schloss sich Currie dem Viertligisten Carlisle United an, mit dem er in der Spielzeit 1994/95 als Meister in die drittklassige Second Division aufstieg und das gegen Birmingham City nach Verlängerung verloren gegangene Finalspiel der Football League Trophy erreichte. Nach dem direkten Wiederabstieg lief er noch eine Halbserie für den Klub in der Third Division auf, ehe er als Leihspieler zum Ligakonkurrenten FC Scarborough weiterzog. Später ließ er bei Whitby Town im Non-League football seine Karriere ausklingen.